# Attentato di Susa
L'attentato di Susa è stato un attacco terroristico avvenuto a Susa, in Tunisia,  il 26 giugno 2015 e rivendicato dallo Stato islamico; l'attentato si è consumato nella località di Marsā al-Qanṭāwī, 10 km a nord dal centro cittadino, provocando 38 morti e 39 feriti. Dei due terroristi uno venne ucciso e l'altro arrestato.

## Dinamica
Il 26 giugno 2015 nell'albergo RIU Imperial Marhaba, di proprietà spagnola, situato nel villaggio turistico di Port El Kantaoui, a 10 km da Susa, erano presenti 565 ospiti, pari al 77% della capienza, molti dei quali europei. Verso mezzogiorno, Seifeddine Rezgui Yacoubi (Sayf al-Dīn al-Rizqī Yaʿqūbī), travestito da turista, penetra all'interno della struttura. Arrivato in spiaggia in un primo momento socializza con i turisti, per poi estrarre un kalašnikov precedentemente nascosto in un ombrellone, cominciando a sparare contro i bagnanti. In seguito è stato ucciso dalle forze dell'ordine tunisine. Inoltre, prima dell'attacco, l'attentatore avrebbe parlato con il padre, con un telefono che poi ha gettato in acqua, ritrovato in seguito dalle forze dell'ordine.

## Vittime
Nell'attentato di Susa rimasero uccise trentanove persone incluso l'attentatore, una trentina delle quali erano inglesi. Tra le vittime Denis Thwaites, un ex calciatore professionista del Birmingham City, e sua moglie, Elaine. Altre trentanove persone sono rimaste ferite.
| Nazionalità | Morti | Feriti | Totale |
| ----------- | ----- | ------ | ------ |
| Regno Unito | 30    | 26     | 56     |
| Irlanda     | 3     | 0      | 3      |
| Germania    | 2     | 1      | 3      |
| Belgio      | 1     | 3      | 4      |
| Russia      | 1     | 1      | 2      |
| Portogallo  | 1     | 0      | 1      |
| Tunisia     | 0     | 7      | 7      |
| Ucraina     | 0     | 1      | 1      |
| Totale      | 38    | 39     | 77     |

## Conseguenze
A seguito di tale attacco, il governo tunisino ha imposto la chiusura di ottanta moschee non in regola con la normativa del Paese. Tale regolamentazione impone a tutti gli imam di avere l'autorizzazione, da parte del Ministero per il Culto, per esercitare il proprio operato. Inoltre si è incrementato il controllo, da parte di agenti armati, delle zone del Paese con maggiore presenza di stranieri.